# Європейська рівнина

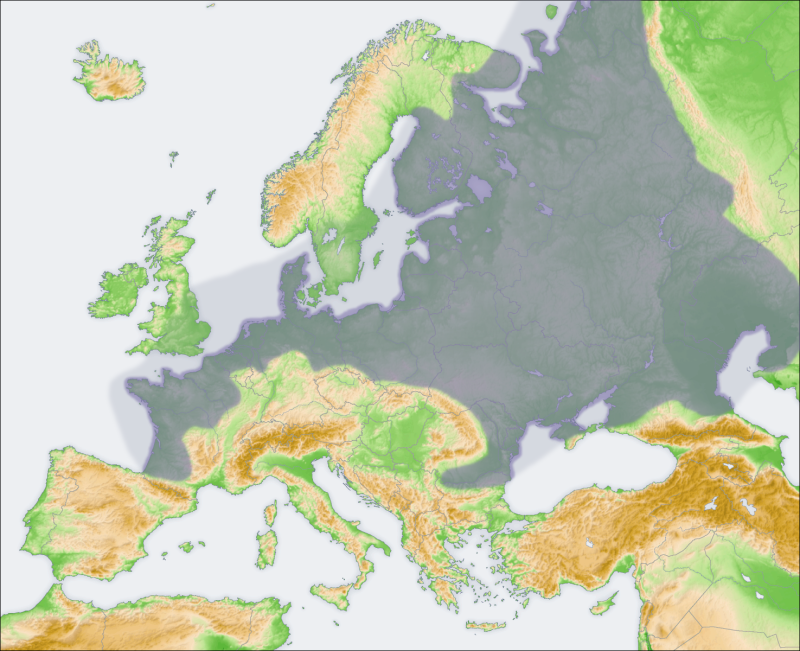
Європейська рівнина

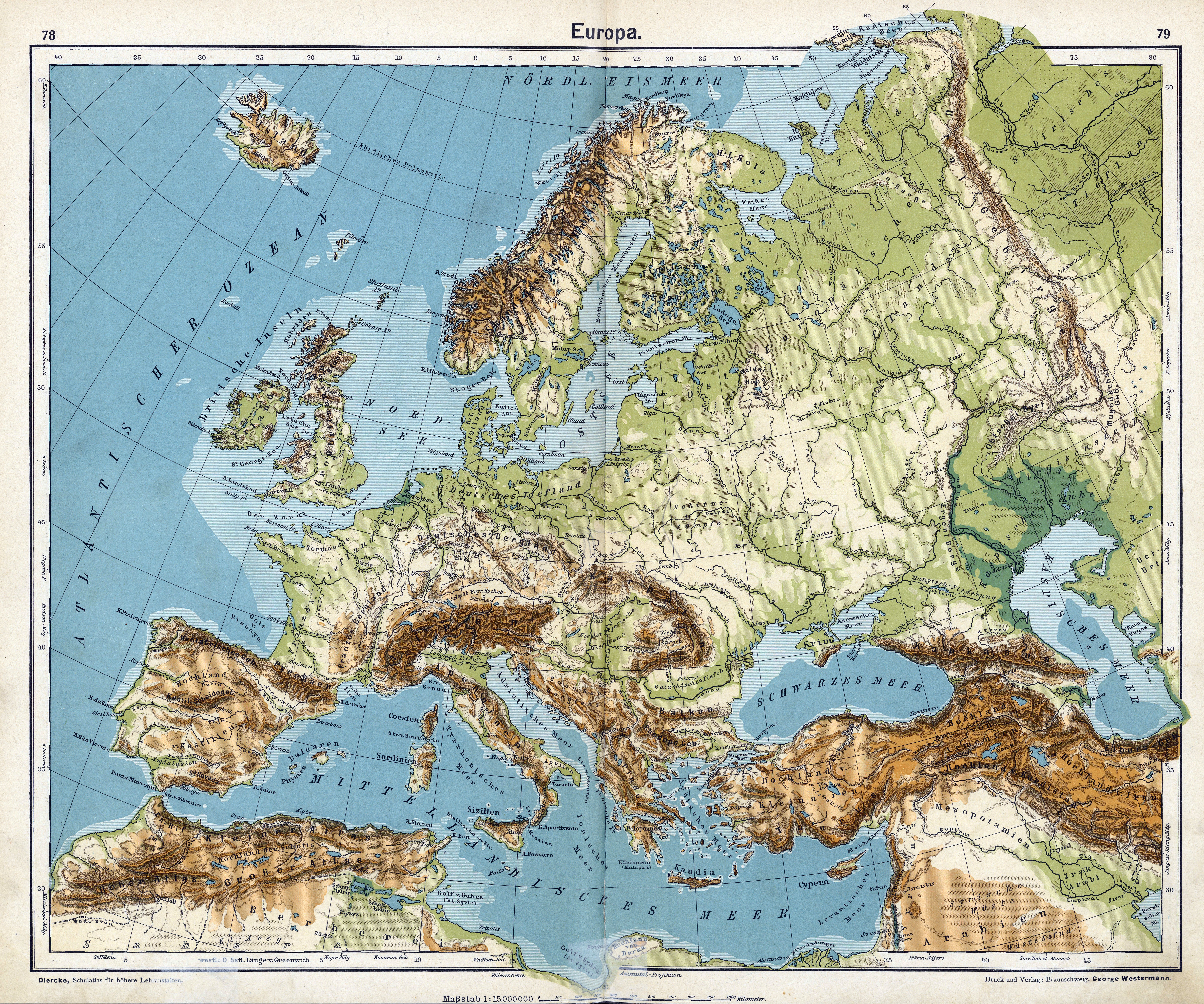
Рельєф Європи

Європе́йська рівни́на або Велика європейська рівнина — рівнина в Європі.
Європейська рівнина простягається із заходу на схід від Піренейських гір на півдні Франції до Уральських гір в Росії, поступово розширюючись. У Західній Європі ширина рівнини, як правило, не перевищує 320 кілометрів (200 миль). У Росії Європейська рівнина розширюється і досягає ширини в 2000 кілометрів.
Історично Європейська рівнина поділяється на Північно-Європейську рівнину і Східно-Європейську рівнину, яка також називається Російською рівниною.
На рівнині протікають кілька великих річок, у тому числі такі, як Луара, Рейн та Вісла протікаючі на заході, Північна Двіна та Даугава — протікаючі на північ, — у Східній Європі; Волга, Дон та Дніпро, протікаючі на південь, — в Україні

## Джерело
European Plain. Британська енциклопедія. britannica.com. Архів оригіналу за 9 липня 2012. Процитовано 4 січня 2011.
| Земля | Це незавершена стаття з географії. Ви можете допомогти проєкту, виправивши або дописавши її. |